# Pharao
Pharao war ein seit dem Neuen Reich verwendeter Titel für den König von Ober- und Unterägypten. Der Begriff geht auf das ägyptische Wort Per aa („großes Haus“) zurück, das ursprünglich weder ein Herrschertitel noch ein Eigenname war, sondern die Bezeichnung für den königlichen Hof oder Palast. Als Bezeichnung für die Person des Königs kam er erst ab Thutmosis III. auf. Doch auch danach war diese Titulierung nicht die Regel und nur selten Teil des offiziellen Protokolls. Das Koptische als letzte Sprachstufe des Ägyptischen kennt die Entlehnung ⲫⲁⲣⲁⲱ aus dem Griechischen wie auch – in der allgemeineren Bedeutung ‚König/-in‘ – Wörter wie Bohairisch ⲟⲩⲣⲟ/ⲟⲩⲣⲱ, Sahidisch ⲣⲣⲟ/ⲣⲣⲱ, die direkt auf die ägyptische Form zurückgehen.
In der hebräischen Sprache der Bibel werden mit „Pharao“ (פַּרְעֹה) anachronistisch alle Könige des Alten Ägypten bezeichnet. Ebenso benutzen zahlreiche Ägyptologen das Wort „Pharao“ für alle ägyptischen Herrscher, obwohl der Titel „König“ (nesut bzw. nesut-biti) zumindest bis Siamun die korrekte Form wäre. Siamun war der erste Herrscher, der Per aa als Königstitel trug. Er regierte als sechster König der 21. Dynastie (Dritte Zwischenzeit).
In der deutschsprachigen Wikipedia trägt jeder Herrscher von der Prädynastik bis zu Siamun den Titel „König“, gefolgt von „Pharao“ in Klammern. Für die Zeit danach wird allein der Titel „Pharao“ verwendet.

## Begriffsverwendung
| O1 | O29 |

Römerzeitliches Relief am Kalabscha-Tempel: Horus und Thot reinigen den König, in beiden Kartuschen nur als „Pharao“ bezeichnet.

Abgesehen von der kompletten fünfteiligen Königstitulatur führen die altägyptischen Texte auch weitere Benennungen beziehungsweise sogenannte Beinamen des Königs auf. Diese sind sowohl innerhalb seiner Titulatur als auch außerhalb dieser belegt: „der vollkommene (gute) Gott“, „der große Gott“, „Herr der Kronen“, „Herr der beiden Länder“, „Herr des Machens der Dinge (der Kulthandlungen)“ sowie „Herr der Sedfeste“.
Eindeutiger Beleg dafür, dass ein Herrscher sich selbst als Pharao sah, ist oft, dass er seinen Namen in eine Kartusche schrieb, die nur königlichen Namen vorbehalten war. Allerdings haben auch Namen von Königinnen und sogar Prinzessinnen seit dem Ende der 12. Dynastie vereinzelt, später dann regelmäßig, Kartuschen. Die nur auf Skarabäen belegten Herrscher der 16. Dynastie tragen andererseits oft keine Kartusche, sind aber durch die Titel Netjer-nefer („der vollkommene Gott“) und Sa Ra („Sohn des Re“) deutlich als Herrscher identifiziert.
Auch die Lokalkönige aller altägyptischen Kleinstaaten während der Zweiten (16. Dynastie) und der Dritten Zwischenzeit können zu Recht als Pharaonen bezeichnet werden, da sie alle eine meist volle königliche Titulatur trugen. Einigen dieser Herrscher – auch Hohepriester, Gottesgemahlinnen und libysche Lokalfürsten – lassen sich sogar Thronnamen zuweisen, was zeigt, dass sie sich durchaus in der Tradition größerer Herrscher sahen. Außerdem sind die Ptolemäer nicht die letzten Pharaonen, auch die römischen Kaiser zählen im Grunde zu den ägyptischen Pharaonen, da dieses Gebiet zu ihrem Herrschaftsbereich gehörte, und sie zumindest teilweise im Alten Ägypten auch hieroglyphisch belegt sind.

## Selbstverständnis des Königs (Pharao)

### Gottkönigtum
Seit der frühdynastischen Zeit verstand sich der König (Pharao) als Sohn der Himmelsgottheiten; er war zugleich ihr Bevollmächtigter, Abgesandter, Partner und Nachfolger. Die letztgenannte Gleichsetzung bezieht sich auf die Regierungszeit der Götter, die nach altägyptischer Mythologie zuvor auf der Erde herrschten. Die in der Vergangenheit öfter postulierte göttliche Identifikation mit Horus entspricht nicht der Quellenlage und dem Weltbild, das aus drei Ebenen bestand. Vielmehr sah sich der König auf einer eigenen Ebene zwischen dem göttlichen Himmel und den auf der Erde befindlichen Menschen. Dem König wurde mit seiner Krönung das Amt des „göttlichen Horus“ übertragen. Dieser Vorgang manifestierte sich im Horusnamen. Damit übernahm der König als irdischer Herrscher das „väterliche Amt des Horus“ und galt ergänzend seit der 4. Dynastie als „Sohn des Re“.
Die Ägyptologie verwarf zwischenzeitlich das bis weit über die Mitte des 20. Jahrhunderts vertretene Konzept, das den König mit einer Gottheit gleichsetzte, und definierte aufgrund der Quellenlage die Rolle des Königs in Übereinstimmung mit der altägyptischen Mythologie neu. Nur noch wenige Forscher berufen sich auf eine Göttlichkeit des Königs, beispielsweise der Alttestamentler Klaus Koch, ohne jedoch für diese Annahme Belege zu nennen. Die Sonderrolle kennzeichnete den König als „göttlichen Vermittler“, der die Pläne der Himmelsgötter an die Menschen weitergab und darauf achtete, dass der „göttliche Wille“ entsprechend umgesetzt wurde. Die „Göttlichkeit des Königs“ beschränkte sich daher auf sein Amt und bezog sich nicht auf ihn selbst. Somit erreichte der König nur in Verbindung mit seinem Herrscheramt einen göttlichen Status, ohne jedoch selbst mit einer Gottheit identifiziert zu werden. In der Ägyptologie wird in diesem Zusammenhang der Begriff „Gottkönigtum“ verwendet, der sich auf die im göttlichen Auftrag repräsentativen Tätigkeiten des Königs bezieht. Es bleibt unklar, ob sich die frühdynastischen Könige direkt auf die Gottheit Horus bezogen oder den Horusfalken nur als allgemeines „Symbol der fernen Himmelsgottheiten“ benutzten. Nach dem Tod des Königs (Pharao) trat dieser seinen Himmelsaufstieg an, um dort als vergöttlichter König „neu geboren im Verbund der anderen Gottheiten sowie Ahnen“ sein Amt ausüben zu können.
Im Rahmen seiner Amtsausübung trug der König verschiedenste Beinamen, beispielsweise „Vollkommener Gott“, in welchen die göttliche Sohnschaft mit dem Vorgang als wiedergeborener Reichsgott in der Gestalt des Königs zum Ausdruck gebracht werden sollte. Die von Ramses II. zusätzlich gebrauchte Bezeichnung „Großer Gott“ bezieht sich dagegen auf die Aufwertung des irdischen Königsamtes, das in der göttlichen Rangordnung unterhalb der Götter angesiedelt war. Ramses II. gab sich jedoch nicht damit zufrieden, als „weisungsgebundener Gottkönig“ ein „untergeordnetes Amt“ zu bekleiden, weshalb er in seiner Amtsphilosophie den Versuch unternahm, durch entsprechende Beinamen das Königsamt auf eine den Göttern gleichberechtigte Ebene zu heben. Die „Gleichrangigkeitsbemühungen“ von Ramses II. konnten sich nicht durchsetzen, spiegeln aber die gescheiterten Gegenreaktionen von einigen Königen wider, die versuchten, die Wertigkeit des göttlichen Königsamtes zu erhöhen.

### Göttliche Legitimation
Die bei der Krönung „rituell aktivierte Göttlichkeit“ hinsichtlich des Königsamtes versetzte den König in die Rolle des irdischen Repräsentanten der Götter. Damit verbunden übergaben die Gottheiten „ihre Throne, lange Regierungsjahre und das Land Ägypten“, damit der König mit göttlichem Segen die Weltordnung Maat aufrechterhält und gegen ausländische Eroberer schützt. Aus dem zweiten Jahrtausend v. Chr. ist ein Text bekannt, der in zahlreichen Tempeln angebracht wurde und die göttliche Legitimation beschreibt:

„Re hat den König eingesetzt auf der Erde der Lebenden für immer und ewig. (So ist er tätig) beim Rechtsprechen den Menschen, beim Zufriedenstellen der Götter, beim Entstehenlassen der Wahrheit und der Vernichtung der Sünde. Er gibt den Göttern Opferspeisen, Totenopfer den Verklärten.“

### Verbot der Namensnennung des Königs (Pharao)
Besonders markant ist das Verbot, den Namen (altägyptisch ren) von Gottheiten zu nennen. Derartige Tabus sind in der Ägyptologie für die alte ägyptische Religion nur sekundär und teilweise untersucht. Herodot berichtete über das Verbot, den Namen von Osiris in bestimmten Zusammenhängen öffentlich auszusprechen. In diesen Themenbereich gehört das Negativbekenntnis von Ramses VI., der sich rühmte, den Namen von Tatenen nicht ausgesprochen zu haben. Der Ritus, den Namen des Königs nicht zu nennen, sondern nur niederzuschreiben und zu lesen, ist öfter bezeugt; beispielsweise ausführlich im Mittleren Reich in der „Lehre eines Mannes für seinen Sohn“ und in Quellen, die „rechtes Verhalten gegenüber dem König“ thematisieren. Gründe für dieses Tabu sind wohl in der Ehrfurcht und Angst vor der jeweiligen Gottheit zu sehen, da durch öffentliches Aussprechen der Empfang negativer magischer Kräfte assoziiert wurde. Im Falle des Verbots der Namenaussprache des Königs dürfte als Hauptmotiv die Furcht vor magischen Folgen liegen, zu dem sich eine mögliche üble Nachrede durch Unvorsichtigkeit ergeben könnte. In diesem Zusammenhang steht das weitere Tabu-Umfeld, die „verborgenen und geheimen Namen bestimmter Götter“ zu nennen.

## Kartusche

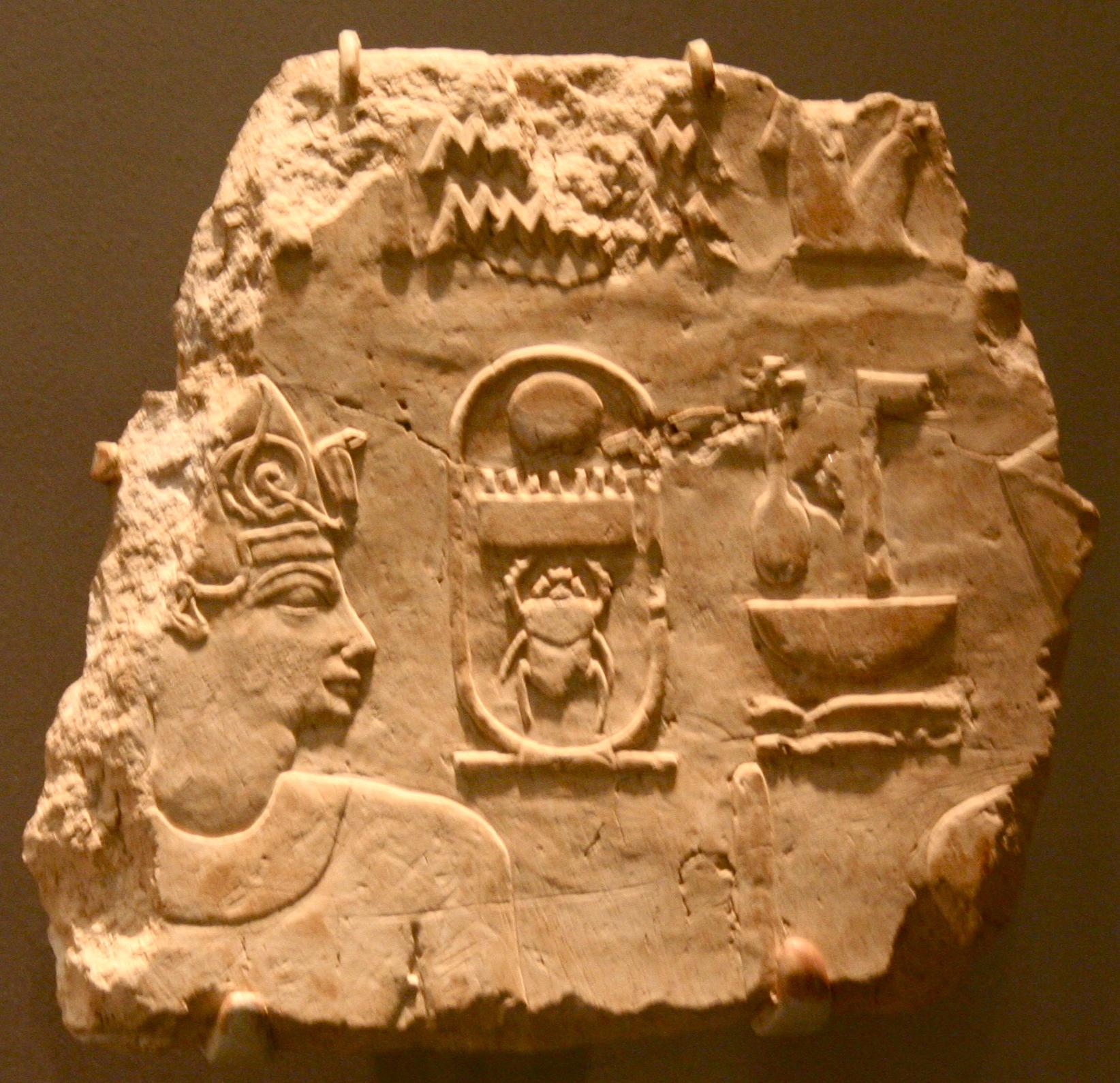
Thutmosis III. mit Kartusche seines Thronnamens, vor dem die Zeichen für „vollkommener Gott“ auf einem Neb-Zeichen stehen (Brooklyn Museum, New York); Lesung von rechts nach links

Die Kartusche, auch als Königsring bezeichnet, ist ursprünglich wohl aus dem sogenannten Schen-Ring entstanden. Sie ist eine Seilschleife mit überlappenden Enden, dem altägyptischen Symbol für Ewigkeit beziehungsweise Unendlichkeit und Schutz, entwickelte sich mit der Länge des jeweiligen Königsnamens bis zu einer mehr langgezogenen, elliptischen Form. Zudem hatte das Binden und Lösen von Knoten in der Magie des Alten Ägypten eine große Bedeutung.
Aus besonders detaillierten Darstellungen wird deutlich, dass die Kartuschenlinie eigentlich aus einer doppelten Schnur besteht, die als Seilschleife um den Königsnamen gelegt und am Ende mit einem Knoten versehen ist. In eher schematischer Darstellung erscheint der Knoten wie ein im Winkel von 90° zur Kartuschenlängsachse platzierter Balken, der in seiner Länge etwa der Kartuschenbreite entspricht. Die Namenshieroglyphen im Inneren der Kartusche begannen stets auf der diesem „Balken“ gegenüberliegenden Seite. Die gesamte Kartusche konnte sowohl vertikal (senkrecht) wie auch horizontal (waagerecht) dargestellt werden, wobei sich bei Letzterer der Kartuschenanfang, je nach Leserichtung, entweder auf der rechten oder auch auf der linken Seite befinden konnte.

## Namensschreibweise
Innerhalb der Kartuschen folgt die Namensschreibweise in der Regel den allgemeinen Gesetzmäßigkeiten der Hieroglyphenschreibung. So wird beispielsweise das Zeichen einer im Namen oder Namensteil enthaltenen ägyptischen Gottheit aus Respekt gegenüber dieser dem gesamten Namen beziehungsweise dem entsprechenden Namensteil stets vorangestellt.
Der Thronname von Thutmosis III. lautet in der „ägyptologischen Schulaussprache“ (Transliteration) „Men-cheper-Re“ und wird in der Transkription als mn-ḫpr-Rˁ gelesen, in der deutschen Übersetzung etwa „Bleibend/Beständig ist die Erscheinung(sform) des Re“. Die Namensschreibung innerhalb der Kartusche beginnt jedoch aus den schon erläuterten Gründen mit der Hieroglyphe der Gottheit Re. In der Reihenfolge der Hieroglyphen ist zu lesen: Rˁ-mn-ḫpr.

## Namen und Titel
Horus-, Thron- und Eigenname erscheinen häufig auf den Denkmälern eines Königs. In der Frühdynastischen Periode (1. und 2. Dynastie) ist der Horusname der wichtigste Name, während später der Thronname gebräuchlicher wird. Nebti- und Goldname werden dagegen seltener verwendet und sind deshalb von vielen Herrschern nicht bekannt.

### Horusname
Der Horusname ist der älteste bezeugte Titel des Königs und kommt schon kurz vor der 1. Dynastie auf. Geschrieben wird der Name in einem sogenannten Serech, ein Rechteck, auf dem ein Falke thront. Der untere Teil des Rechtecks ist mit der Fassade des Königspalastes dekoriert („Palastfassade“), der obere Teil symbolisiert den Hof/das Haus (per). In dieser freien Fläche steht der Name des Königs in Hieroglyphen. Ab der 4. Dynastie kann der Titel ohne Serech geschrieben werden. Die Titelschreibung erfolgt dann in waagerechtem Text mit dem Horusfalken am Anfang.

### Nebtiname
Der Nebtiname oder auch Herrinnenname ist als Beiname bereits in der Prädynastik belegt; dort jedoch mit anderer Hieroglyphenzusammensetzung. In der Frühdynastik folgte unter König Hor Den (1. Dynastie) die Einführung des Nebti-Zeichens mit den beiden Göttinnen Nechbet (für Oberägypten) und Wadjet (für Unterägypten). Beide sitzen auf je einem Korb, dem Zeichen für neb (Hieroglyphe Gardiner V30), das „Herr“ bedeutet. Der Nebtiname leitet sich von den zwei vorhandenen neb-Zeichen und den beiden Göttinnen ab. Das Zeichen für neb gehört auch zu einer weiteren Bezeichnung des Königs: „Herr der beiden Länder“ (Neb-taui – nb-t3wj).

### Goldname
Als fünfter Titel ist oft der Goldname beziehungsweise Goldhorusname bekannt. Das Symbol für den Goldhorusnamen besteht aus einem Falken (Horus), der auf der Hieroglyphe für Gold (nebu – nbw) sitzt. Der Goldhorusname wurde als offizielle Zusatztitulatur erstmals von Djoser in der 3. Dynastie verwendet. Seit König Snofru wurde dieser Titel durch den Falken, der auf dem Halsschmuck sitzt, eingeleitet, wobei diese Schreibweise bis zum Mittleren Reich gleich blieb.

### Thronname
Dem Thronnamen beigestellt ist am häufigsten die Bezeichnung Nesut oder Nisut (njswt), wenn auf den König als weltlichen Herrscher verwiesen wird. Das bedeutet: „der von der Binse“, bezeichnete allerdings nur den Herrscher Oberägyptens, also Südägyptens. Der Titel des Pharaos von Unterägypten war Biti (bjtj), das heißt: „der von der Biene“. Die beiden Titel wurden in offiziellen Inschriften verbunden zu Nesut-biti. War der Thronnamenskartusche die Bezeichnung Nesut-biti vorangestellt, war der Pharao sowohl Herrscher von Ober- wie auch Unterägypten. Trotzdem hielt sich die Bezeichnung „Pharao“ in den meisten Sprachen bis heute für die Bezeichnung des altägyptischen Herrschers. Nicht immer wurden den Pharaonenkartuschen die Zusatzbezeichnungen Sa Ra oder Nesut-biti vorangestellt. Häufig sind auf Statuen, Stelen, Tempel- oder Grabinschriften und Papyrustexten auch allein die Kartuschen zu finden.

### Eigenname
Ein ägyptischer König hatte neben seinem Eigennamen (auch „Geburtsname“), welcher seit der 5. Dynastie durch die Bezeichnung Sa Ra (S3 Rˁ), übersetzt mit „Sohn des Re“, verdeutlicht wird, noch insgesamt vier weitere Titel und zusätzlich eine später entstandene Bezeichnung. Mit der Geburt eines Königssohnes war nicht festgelegt, ob dieser seinem Vater auf den Thron folgen würde. So war sein Eigen- beziehungsweise Geburtsname wie der eines normalen Bürgers und enthielt kein „Programm“, so wie es die komplette Königstitulatur mit allen fünf Titeln ausdrückt. Es kam jedoch vor, dass er den Namen seines Vaters oder Großvaters erhielt. Der Name eines Prinzen wurde mit den Worten „Sohn des Königs, von seinem Leibe“ eingeleitet und nicht in einer Kartusche geschrieben.

## Andere Bezeichnungen

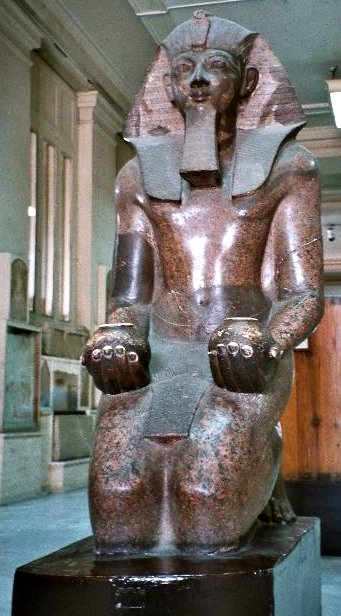
Granitstatue des Thutmosis III., Ägyptisches Museum in Kairo (2002)

In Texten oder Beamtentiteln, in denen der König nicht mit Namen genannt wird, wird als Herrschertitel meist das Wort nesut (auch nisut) gebraucht (beispielsweise sesch-nesut, „Schreiber des Königs“), ganz selten biti (zum Beispiel chetemti-biti, „Siegler des Königs“).
In religiösen Texten oder biographischen Inschriften von Beamten wird auf den ägyptischen König oft auch nur als „Horus“ verwiesen, ohne den Namen des Herrschers zu benennen. In eher weltlichem Kontext kommen auch die Bezeichnungen Neb („der Herr“) oder Neb-taui („Herr der Zwei Länder“) vor. Letztere leitet auch oft einen Namen des Herrschers ein. Hier findet sich auch als weitere Zusatzvariante Hem, was immer wieder als „Majestät“ übersetzt wird. Eigentlich bedeutet es nur „Diener“, obwohl die Übersetzung „Person“ in neuerer Literatur immer mehr vorgezogen wird. Diese Zusatzbezeichnung erscheint meist in Formulierungen wie hem-ef (Transliteration: Hm=f), „seine Majestät“, und taucht auch in der Form Hem en neb-taui, (ḥm n nb t3wj), „Diener (oder: die Majestät) des Herrn der Zwei Länder“ auf. Selten, vor allem in der Zweiten Zwischenzeit findet man die Bezeichnung Chu-Baq („regierender Herrscher“).
Manetho war ein Tempelschreiber aus Sebennytos im altägyptischen Theben. Er schrieb um die Mitte des dritten Jahrhunderts v. Chr. unter der Regierung von Ptolemaios I. auf Grund der Schriften der Ägypter in griechischer Sprache die Geschichte Ägyptens von den ältesten Zeiten an bis zur makedonischen Eroberung in drei Büchern (Aegyptiaca). Dieses Werk ist frühzeitig untergegangen, nur das Verzeichnis der Dynastien, ein Drittel der Königsnamen (Manetho-Namen) und einige Fragmente sind erhalten geblieben. Ein Teil der Manetho-Namen (z. B. Amenophis von der ägyptologischen Vokalisation Amenhotep) wird heute noch gebraucht; daneben auch die von Herodot überlieferten Namensformen (z. B. Cheops). Viele Forscher verwenden lieber diese gräzisierten Namen, da sie der Aussprache vielleicht näher kommen als die ägyptologische Vokalisation.

## Königliche Insignien
- Die Rote und die Weiße Krone, zusammen getragen als „Doppelkrone“ für Unter- und Oberägypten, die sogenannte „Pschent“. Vor der Reichsvereinigung der beiden Länder trugen die Herrscher entweder die weiße oder rote Krone.
- Andere Kronen, wie der Chepresch oder das Nemes-Kopftuch.
- Geier (Göttin Nechbet) und Uräus (Göttin Wadjet), ebenfalls Symbole für Ober- und Unterägypten, meist zusammen, wie z. B. auf Totenmasken, von denen die bekannteste die des Tutanchamun ist.
- Krummstab und Flagellum (oft auch Wedel oder Geißel genannt). Auch sie stehen für Ober- und Unterägypten und geben einen Hinweis auf die Anfänge der Hochkultur.
- Der Zeremonial- oder Pharaonenbart: Pharaonen tragen auf allen Reliefs und Malereien einen langen, geflochtenen und künstlichen Bart, dieser wurde – ebenso wie die anderen Königsinsignien – zu offiziellen Anlässen angelegt.

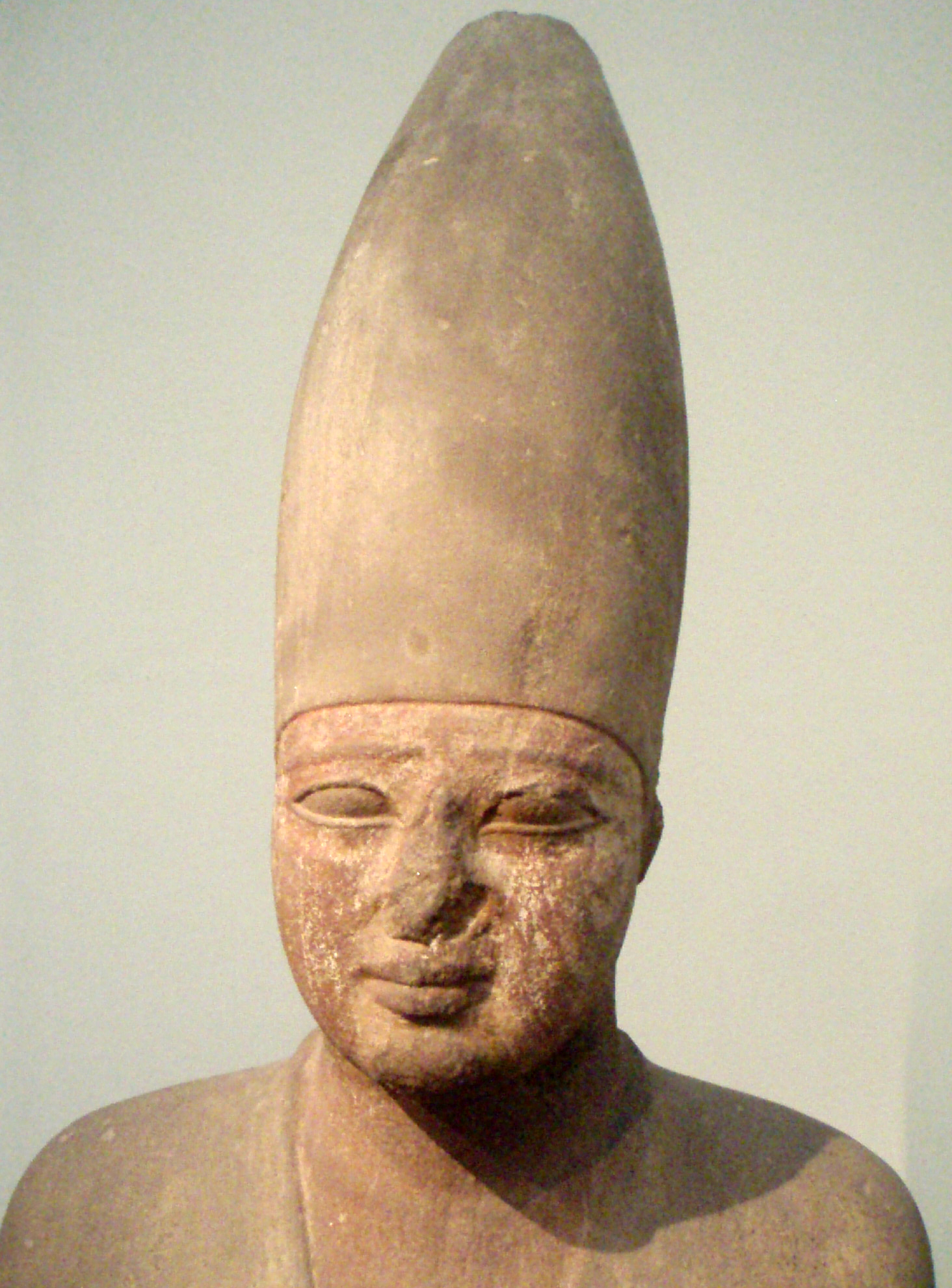
Mentuhotep III. mit der Weißen Krone
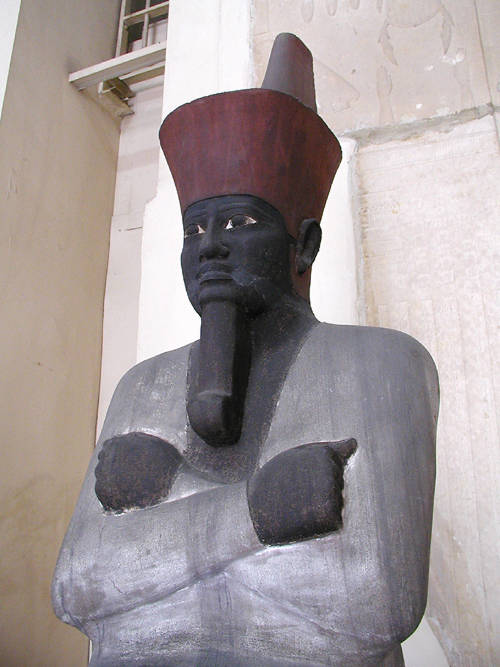
Mentuhotep II. mit der Roten Krone und Zeremonialbart
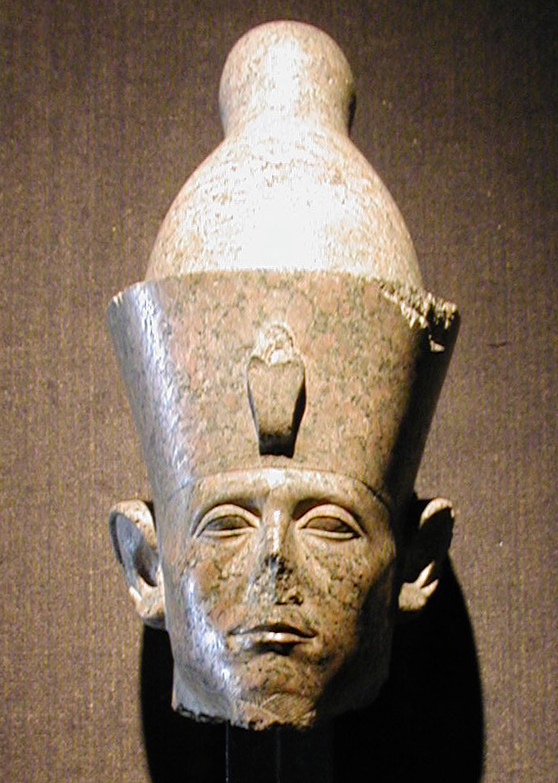
Sesostris III. mit Pschent
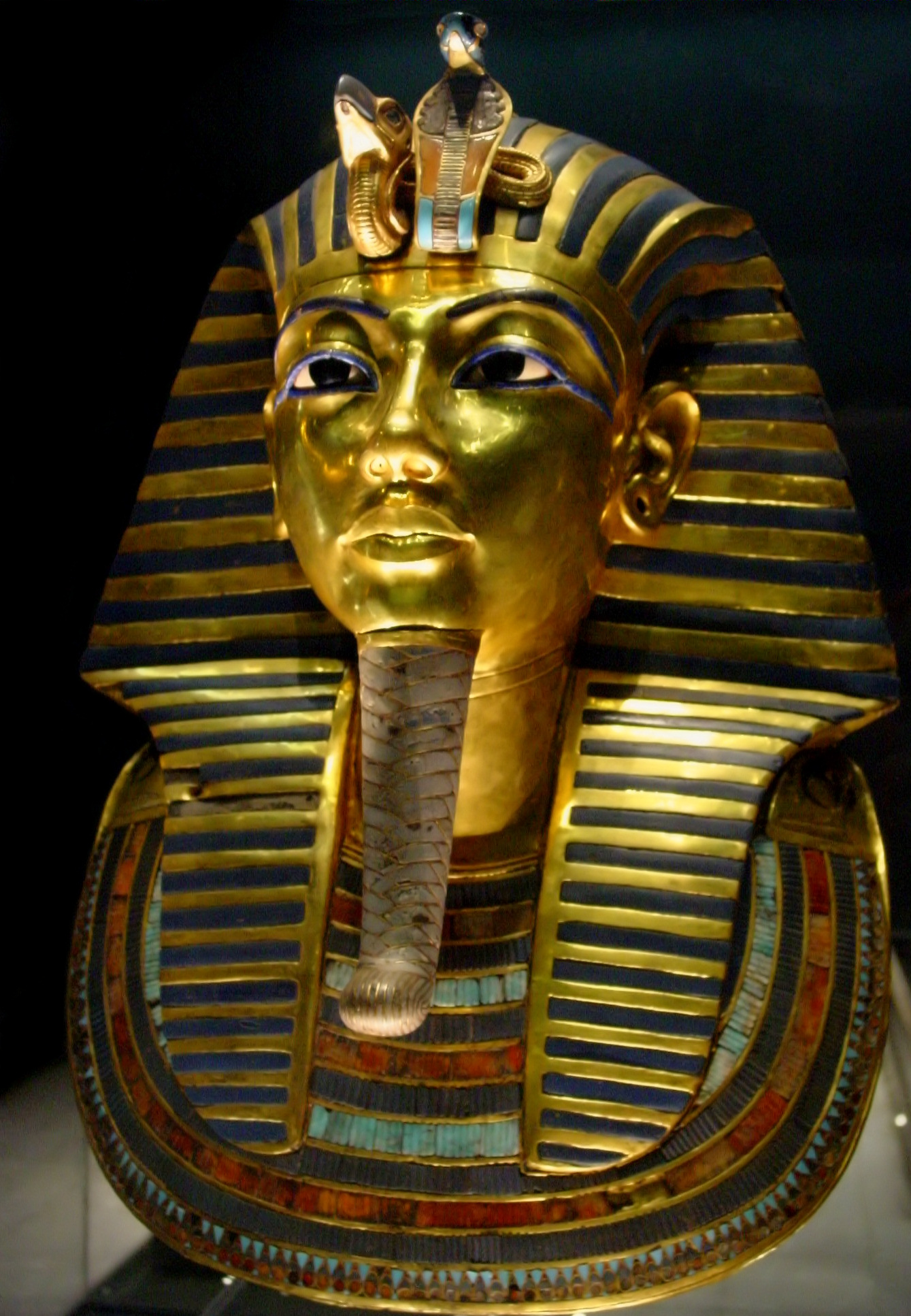
Goldmaske des Tutanchamun mit Nemes-Kopftuch, Uräus und Geier sowie Zeremonialbart
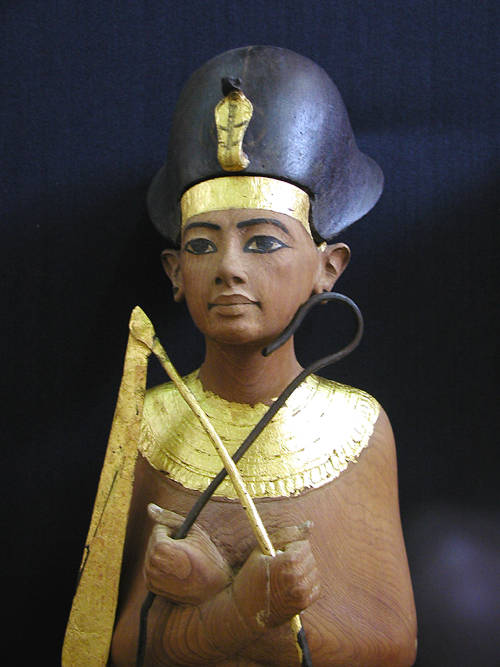
Uschebti des Tutanchamun mit Chepresch, Krummstab und Wedel
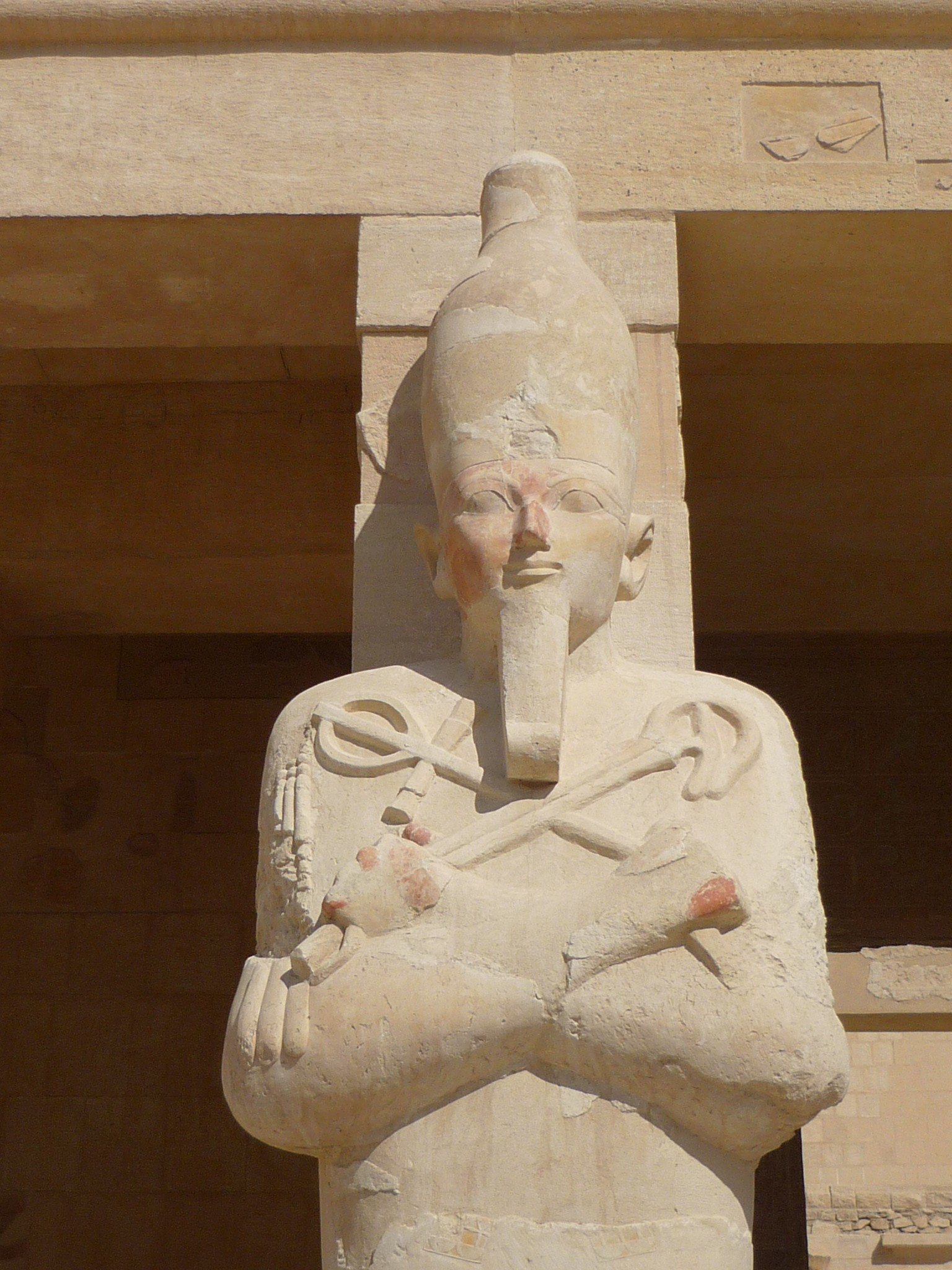
Hatschepsut mit Krummstab und Wedel, in die das Anch-Zeichen und das Was-Zepter eingearbeitet sind, sowie Weißer Krone und Königsbart

## Frauen als König (Pharao)
Es gab vier Frauen, die nachgewiesenermaßen die Alleinherrschaft über Ägypten ausübten. Die bekannteste von ihnen ist Hatschepsut, die zuerst als Vormund für ihren Stiefsohn Thutmosis III. fungierte und später an seiner Stelle die Regentschaft ausübte. Nofrusobek regierte für einige Jahre am Ende der 12. Dynastie. Sie ist die erste Königin mit einer vollen königlichen Titulatur. Tausret regierte am Ende der 19. Dynastie. Ein weiteres Beispiel ist Kleopatra.
Andere Fälle sind Frauen, die für einen Mann regierten, jedoch keine Königstitulatur trugen. Anchenespepi II., die Mutter von Pepi II. regierte für ihren unmündigen Sohn. Durch Belege ist ebenfalls gesichert, dass die Große königliche Gemahlin Teje während der Herrschaft ihres Mannes Amenophis III. Regierungsaufgaben wahrnahm und später vermutlich ebenfalls für ihren Sohn Echnaton.
Es besteht außerdem die Theorie, dass der Amarna-König Neferneferuaton in Wirklichkeit Echnatons Große königliche Gemahlin Nofretete war, die diesen Namen als neuen Eigennamen annahm. Diese These unterstützen z. B. die Ägyptologen Nicholas Reeves, Michael Höveler-Müller, Christine El-Mahdy und Cyril Aldred.